# N803 (België)
De N803 is een N-weg in de Belgische provincies Namen en Luxemburg. Deze weg vormt de verbinding tussen Saint-Hubert en Rochefort.
De totale lengte van de N803 bedraagt ongeveer 20 kilometer.

## Plaatsen langs de N803
- Saint-Hubert
- Sartay
- Grupont
- Bure
- Wavreille
- Hamerenne
- Rochefort

## N803a
De N803a is een 600 meter lange verbindingsweg in de plaats Saint-Hubert. De weg verbindt de N803/N808 met de N849 via de Avenue Nestor Martin en Rue Saint-Gilles, waarbij de Rue Saint-Gilles een eenrichtingsverkeersweg is en alleen te berijden is richting de N849.